# Adolfo Gordo
Adolfo Afonso da Silva Gordo, mais conhecido como Adolfo Gordo (Piracicaba, 12 de agosto de 1858 — Rio de Janeiro, 29 de junho de 1929), foi um advogado e político brasileiro, elaborador da polêmica lei Adolfo Gordo. Foi governador do estado do Rio Grande do Norte entre 1889 e 1890. 

## Vida

### Carreira política
Gordo nasceu em Piracicaba, São Paulo em 12 de agosto de 1858, filho caçula de Antônio José da Silva Gordo e sua segunda esposa Ana Blandina de Barros, teve seis irmãos, dentre eles a ex-primeira-dama do Brasil Adelaide de Morais Barros, e meio-irmão dos três filhos do primeiro casamento de seu pai. Fez seus primeiros estudos no Colégio São Luís, em Itu, e a seguir no Instituto Santista, em Santos, dirigido por Augusto Freire. Em 1868, perdeu seu pai, que faleceu na cidade. Em 1875, ingressou na Faculdade de Direito de São Paulo. Depois de formado, começou sua carreira profissional como advogado em Capivari, onde seria eleito vereador. Transferiu-se em 1887 para São Paulo, mantendo uma banca de advocacia com o também político e republicano Antônio Mercado.
Gordo envolveu-se intensamente no movimento republicano florescente. Ainda aluno da Faculdade de Direito, participou da fundação do Clube Republicano Acadêmico e do jornal acadêmico A República, do qual foi redator. Integrou-se à Propaganda Republicana, na qual fez conferências e discursou em comícios. Representou Descalvado no congresso republicano de 1881 e Jaboticabal em 1885, 1887, 1888 e 1889. Foi eleito membro da comissão permanente do Partido Republicano em 1887, e escolhido secretário do partido no congresso de 1889, quando se candidatou a deputado pelo 1º distrito eleitoral, mas não foi eleito. Às vésperas da Proclamação, estava no Rio de Janeiro com Francisco Glicério, acompanhando o desenrolar dos acontecimentos; eram os intermediários entre os membros da comissão permanente do Partido Republicano Paulista (PRP) e dirigentes da ação republicana da capital. Atendiam à convocação de Aristides Lobo, que informava ao PRP que secretos entendimentos estavam sendo mantidos entre republicanos e altas patentes do exército.
Com a Proclamação, se tornou governador do Rio Grande do Norte. Dirigindo-se a Natal, tomou posse em 6 de dezembro de 1899, substituindo Pedro Velho de Albuquerque Maranhão, mas ficou no cargo poucos meses. Em 8 de fevereiro de 1890, passou o governo a Jerônimo Américo Raposo da Câmara e em seguida candidatou-se e foi eleito deputado por São Paulo à Assembleia Nacional Constituinte. Empossado em 15 de novembro, após a promulgação da Constituição em 25 de fevereiro de 1891 continuou no exercício do mandato e foi várias vezes reeleito, ficando na Câmara dos Deputados até dezembro de 1902. Após a ruptura do Partido Republicado no Governo Campos Sales (1898–1902), integrou o Partido Republicano Dissidente (PRD) e se candidatou à reeleição em 1903, mas falhou. Foi eleito deputado federal em 1906 pelo 3º distrito e reeleito em 1909 e 1912. Com a morte de Campos Sales em 1913, foi eleito senador para completar seu mandato. Foi reeleito em 1921 para um mandato de nove anos, que não completou, pois faleceu no dia 29 de junho de 1929, no Rio de Janeiro, atropelado por um caminhão quando se dirigia ao féretro do amigo e senador fluminense Joaquim Moreira. Como seu pai, casou-se também duas vezes. A primeira esposa, Ana Pereira de Campos Vergueiro, era neta do senador imperial Nicolau Vergueiro. Ao morrer em 1902, Gordo desposou Albertina Vieira de Carvalho, filha do professor da Faculdade de Direito Joaquim José Vieira de Carvalho. Tiveram cinco filhos, nenhum dos quais tornar-se-ia político.

### Carreira parlamentar
Gordo teve extensa carreira parlamentar. Com exceção do período da dissidência, sempre militou no PRP, não se tendo integrado nem na Liga Nacionalista (1917), nem no Partido Democrático fundado em 1926. Inúmeros e variados foram os projetos em cuja discussão sua participação se destacou. Algumas leis resultaram de projetos que apresentou e, quando aprovadas, ficaram conhecidas como Leis Adolfo Gordo, a citar: as leis de Expulsão de Estrangeiros (1907 e 1921), Lei de Acidentes no Trabalho (1919) e Lei de Imprensa (1923). Deu decisivo apoio ao projeto que isentava a lavoura do imposto de renda e foi o relator do projeto da Reforma Constitucional de 1926. Apoiou o projeto que visava instituir o
divórcio e a luta pela concessão do sufrágio feminino. Nesses projetos, sua atuação parlamentar orientava-se pelos interesses de São Paulo que representava e pela posição de seu partido. Em outros projetos, como os referentes à instituição do divórcio e do voto feminino, não havendo orientação do governo paulista e do partido, sua ação se pautava por uma posição pessoal e pelo enquadramento da questão nos princípios constitucionais.
Gordo também era jurista. Na câmara e senado, sempre participou da Comissão de Justiça e Legislação, que chegou a presidir. Fez parte das comissões especiais incumbidas da elaboração do Código Civil, do Código Comercial e da que procedeu à Reforma da Constituição em 1926. Representou o Congresso brasileiro na Conferência Interparlamentar do Comércio em Roma em 1925, defendendo tese sobre crédito agrícola, e também conferências de 1927 no Rio de Janeiro e 1928 em Paris. Aprovado desde 1897 como membro correspondente do Instituto da Ordem dos Advogados Brasileiros, sediado no Rio de Janeiro, foi eleito sócio efetivo da Ordem dos Advogados de São Paulo em 1917, sendo também membro da Sociedade de Legislação Comparada de Paris. Foi conselheiro do Liceu de Artes e Ofícios de São Paulo. Deixou publicados Lei de Expulsão de Estrangeiros (Discursos pronunciados na Câmara dos Deputados nas sessões de 29 de novembro e 14 de dezembro de 1912); Lei de Imprensa (Discursos pronunciados no Senado Federal, 1924) e Reforma Constitucional (Pareceres e discursos, 1926).